# Mein Kamm

Der „Kreiszack“, das Symbol der fiktiven Bewegung im Roman. Es stellt einen Dreizack dar, der eine Glatze durchbohrt.

Mein Kamm ist ein Roman von Ephraim Kishon.

## Inhalt
In diesem satirischen Roman beschreibt Ephraim Kishon, wie sich aus einem reißerischen Zeitungsartikel eine nationale Bewegung zur Vernichtung aller Glatzköpfe entwickelt.
Aus der Ich-Perspektive erzählt er die Geschichte des Versagers Rudolph Flinta, der zu Beginn der Erzählung von seinem Chef, einem Glatzköpfigen, gefeuert wird. Als er nach Hause kommt, wird er schon von Pepi, seinem ebenso nichtsnutzigen wie ständig betrunkenen Freund, dessen vollen Namen man nie erfährt, erwartet.
Zusammen lästern sie über die Kahlköpfigkeit des Chefs und kommen so auf die Idee, Pepi könne in der Zeitung, bei der er angestellt ist, einen Artikel über Flintas Chef verfassen. Aus diesem Artikel, den er mit Joseph Schomkuthy unterschreibt, entwickelt sich durch Zufälle und einige neue Artikel Pepis, eine Theorie über die angebliche Minderwertigkeit Kahlköpfiger.
Kahlköpfige werden ausgegrenzt und Pepi beginnt seine immer häufiger erscheinenden Artikel zur Glatzenfrage mit Joseph Schomkuthy jun. zu unterschreiben und wird immer populärer. Flinta wird zu einer Ikone der neuen Bewegung gemacht und kritische Stimmen werden diffamiert. Als ein Perückenhersteller Flinta Gewinnbeteiligung an seinem Geschäft anbietet, beginnt die Idee, allmählich Früchte zu tragen.
Bald darauf beschließen die beiden, eine Partei zu gründen, und ziehen daher Dr. Schwarzkopf, einen Rechtsanwalt, zu Hilfe. Mit ihm gründen sie die „Erste Nationale Haarschützerpartei und Kreiszacklerfront (NHPKF)“. Der Kreiszack, eine Anspielung auf das Hakenkreuz, wird das Symbol ihrer Partei; ähnlich wie die ungarischen Pfeilkreuzler nennen sie sich deshalb Kreiszackler. Das Ziel ist es, alle Glatzköpfe aus dem öffentlichen Leben so weit wie möglich auszuschließen und sie völlig zu entrechten. Ihr Parteigruß ist „Geduld wir siegen – es lebe Flinta“. Obwohl sie alle um die Unsinnigkeit des so genannten Haarschutzes wissen, hetzen sie das Volk immer mehr auf. Es kommt zu Pogromen und die drei Parteiführer machen, jeder hinter dem Rücken anderer, Geschäfte mit Perückenproduzenten, Haarwasserproduzenten und Glasern (in Anspielung auf die Fenster, die während der Ausschreitungen zerstört wurden, und damit indirekt auf die Novemberpogrome 1938).
Nachdem Flinta von Schlägern der Regierung angegriffen wird und ins Krankenhaus muss, wird er endgültig zum Helden erklärt und vom ganzen Volk verehrt. Gleichzeitig bekommt die Partei auch noch Hilfe von der Regierung eines anderen Landes und so wird die NHPKF zur Regierungspartei. Es werden Gesetze erlassen, die Haarlose in verschiedene Klassen unterteilen und fast jedes Recht wird ihnen genommen.
Bald bemerkt Schwarzkopf allerdings, wie er von Flinta und Pepi, der sich mittlerweile Dr. Joseph von und zu Schomkuthy jun. nennt, hintergangen wird, und gründet seine eigene Partei. Als das Land, das ihrer Partei zuvor geholfen hatte, um eine instabile Regierung an die Macht zu bringen, dem Land nun auch noch den Krieg erklärt, ist der Untergang nicht mehr aufzuhalten. Das Land wird überrannt und schließlich wird Flinta ins Irrenhaus gesperrt. Zu Ende seiner Erzählung erwähnt er noch, dass sein Haar langsam zu schwinden beginnt.

## Absichten
Eine Urfassung des Romans schrieb Kishon am Ende des Zweiten Weltkrieges in einem Versteck im Keller eines zerbombten Hauses. Mit ihm verarbeitet er seine eigenen Erfahrungen von der Judenverfolgung und zeichnet eine Persiflage der Führung des Dritten Reiches. Mit der Tatsache, dass in seinem Roman Glatzköpfe verfolgt werden, verfolgt Kishon zwei Ziele; er zieht die eigentlich schrecklichen Verbrechen des Rudolph Flinta ins Lächerliche, um ihn liebenswerter zu machen, und zeigt gleichzeitig, dass es den Menschen gleichgültig ist, welche Minderheit sie ausgrenzen und sei es noch so absurd.

## Ausgaben
- Ephraim Kishon: Mein Kamm. Satirischer Roman. Langen Müller Verlag, München & Berlin 1997, ISBN 3-7844-2653-0.
- Ephraim Kishon: Mein Kamm. Satirischer Roman. Bastei Lübbe, Bergisch Gladbach 1999, ISBN 3-404-14248-9. (Taschenbuchausgabe)